# Taifun Damrey (2005)
Der Taifun Damrey war der stärkste Taifun der letzten 30 Jahre in Südchina. Er erreichte Windgeschwindigkeiten von bis zu 150 km/h.

## Verlauf

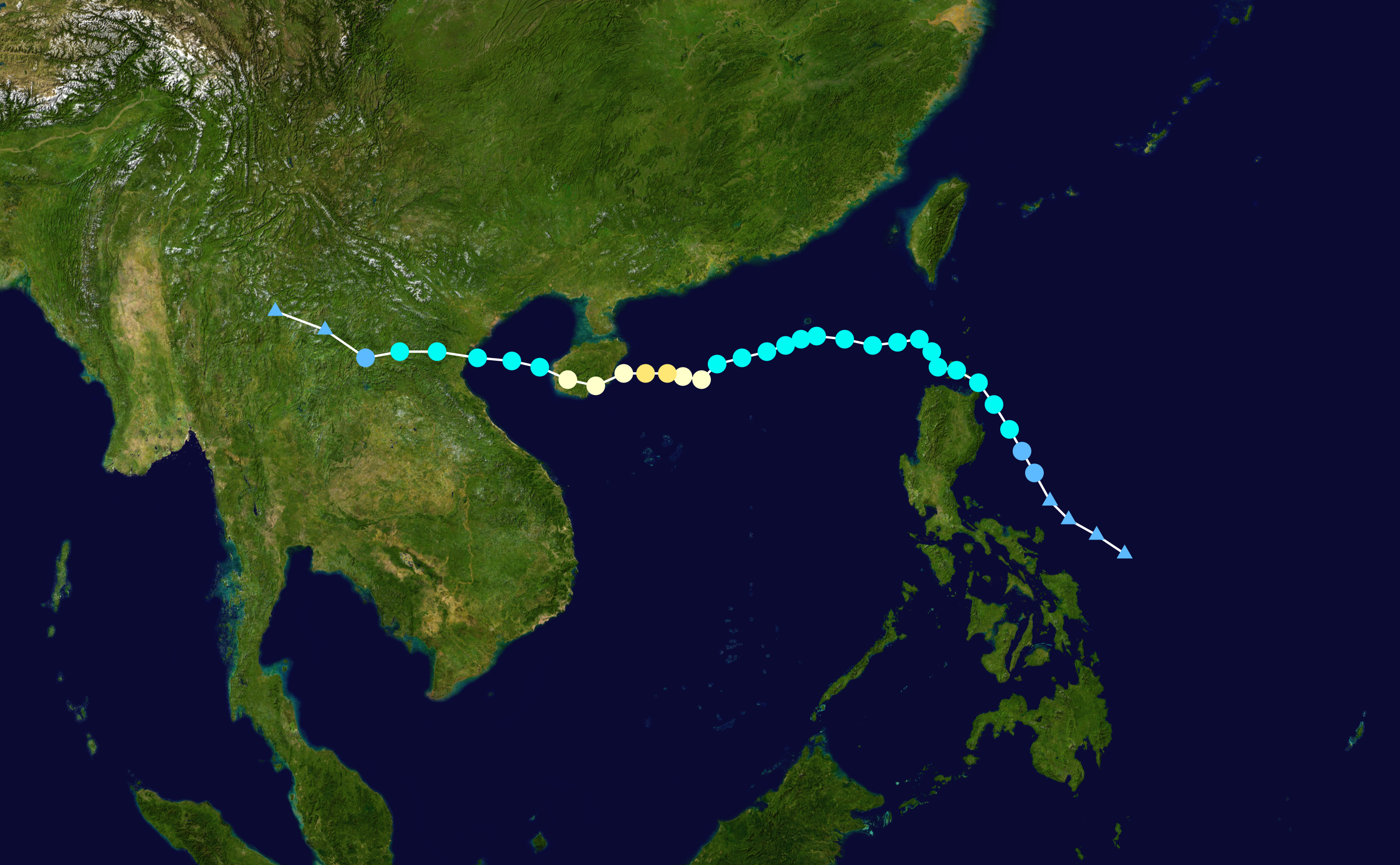
Zugbahn

Den größten Schaden richtete Taifun Damrey auf der chinesischen Insel Hainan und in der Region um Guangdong an. Etwa 200.000 Bewohner mussten in diesem betroffenen Gebiet in Sicherheit gebracht werden. Trotzdem gab es sechs Todesopfer. Zudem wurden zahlreiche Häuser und Deiche zerstört und viele Bäume entwurzelt. Große Gebiete waren von Stromausfällen betroffen. Am Flughafen von Haikou wurden 67 Flüge gestrichen, was etwa 5000 Passagiere betraf.
Am 23. September 2005 zog der Taifun über die Philippinen hinweg, wobei mindestens 16 Menschen ihm zum Opfer fielen.
In der Nacht zum 26. September erreichte der Taifun Vietnam, wo noch versucht wurde, 100.000 Bewohner in Sicherheit zu bringen.
Am 27. September 2005 traf der Taifun den Norden Vietnams, darunter die Provinz Thanh Hóa sowie die Hafenstadt Hải Phòng. Bei den Überschwemmungen kamen etwa 50 Menschen ums Leben.
In der bisher größten Evakuierungsaktion wurden etwa 300.000 Menschen aus der Küstenregion in Sicherheit gebracht.